# Kollaborativ filtrering

Animationen visar ett exempel på beräkning av en användares preferenser med hjälp av kollaborativ filtrering. Först bedömer några användare olika objekt. Därefter beräknar systemet en klassificering av en användares bedömning för ett objekt som användaren inte bedömt än. Systemets klassificering baseras på tidigare bedömningar från andra användare med preferenser liknande den aktuella användarens. I detta exemplet gör systemet antagandet att användaren troligen inte kommer gilla videon.

Kollaborativ filtrering (engelska: collaborative filtering) är en metod för filtrering av data som samlats in från olika användare, vilken används av rekommendationssystem.
Grundtanken bakom metoden är att om många användare interagerar med två specifika datapunkter: A respektive B, är det ett rimligt antagande att en annan användare - som också interagerar med datapunkt A - även kommer vilja interagera med datapunkt B. Metoden fungerar generellt bäst på data som samlats in från stora användargrupper, eftersom det ger de underliggande algoritmerna en större datamängd att basera filtreringen på.

## Kritik
Kritik mot metoden riktas först och främst mot problemen som uppstår med användare som är nytillkomna. Det finns generellt sett inte tillräckligt med insamlad data från dessa användare för att de ska kunna grupperas korrekt. De får därför ofta sämre rekommendationer än de användare vars interaktionsmönster har kartlagts i större utsträckning. Samma princip gäller även för nytillkommet innehåll, exempelvis en nysläppt bok som ingen hunnit köpa, vilken inte kommer rekommenderas för någon användare. För att motverka detta kan nytt innehåll slumpmässigt blandas (eller viktas) in i rekommendationerna.
Kollaborativ filtrering kan även ge upphov till filterbubblor, då användarna grupperas ihop med andra som har liknande preferenser.